# I Feel Lonely
I Feel Lonely (englisch für „Ich fühle mich einsam“) ist ein Lied des deutschen Popsängers Sasha, das am 21. Juni 1999 als vierte Singleauskopplung von dessen Debütalbum Dedicated to… erstmals veröffentlicht wurde.

## Inhalt
I Feel Lonely handelt von einer Person, die sich einsam fühlt, weil sie jemanden sucht, mit dem sie ihre Liebe teilen kann. Sie meint, dass Menschen auf der ganzen Welt nach etwas suchen, das sich Liebe nenne, aber sie könne niemanden finden, der bei ihm ist. Er spricht mit Gott und fordert einen DJ auf ihm dieses Lied zu spielen.

## Musikvideo
Das Musikvideo entstand 1999 unter der Regie von Patric Ullaeus. Sasha spielt in dem Video einen erotischen Fensterputzer, der von draußen den in dem Büro arbeitenden Frauen schöne Augen macht.

## Rezeption

### Charts und Chartplatzierungen
| ChartsChartplatzierungen | Höchstplatzierung | Wochen |
| ------------------------ | ----------------- | ------ |
| Deutschland (GfK)        | 9 (13 Wo.)        | 13     |
| Österreich (Ö3)          | 14 (9 Wo.)        | 9      |
| Schweiz (IFPI)           | 8 (17 Wo.)        | 17     |

| ChartsJahrescharts (1999) | Platzierung |
| ------------------------- | ----------- |
| Deutschland (GfK)         | 68          |

### Auszeichnungen für Musikverkäufe
| Land/Region        | Auszeichnungen für Musikverkäufe (Land/Region, Auszeichnung, Verkäufe) | Verkäufe |
| ------------------ | ---------------------------------------------------------------------- | -------- |
| Deutschland (BVMI) | Gold                                                                   | 250.000  |
| Insgesamt          | 1× Gold ·                                                              | 250.000  |